# Chrzanów
Chrzanów (tyska 1941-1945 Krenau) är en stad i Lillpolen, ett landskap i södra Polen cirka 35 kilometer väster om Kraków. Själva staden har cirka 42 000 invånare och kommunen 52 000 invånare. Chrzanów är en industristad; det finns några industrianläggningar i staden. Den mest berömda och äldsta är lokfabriken Bumar Fablok, som var den första lokfabriken i Polen. Chrzanów är också huvudstaden i kretsen.

## Galleri

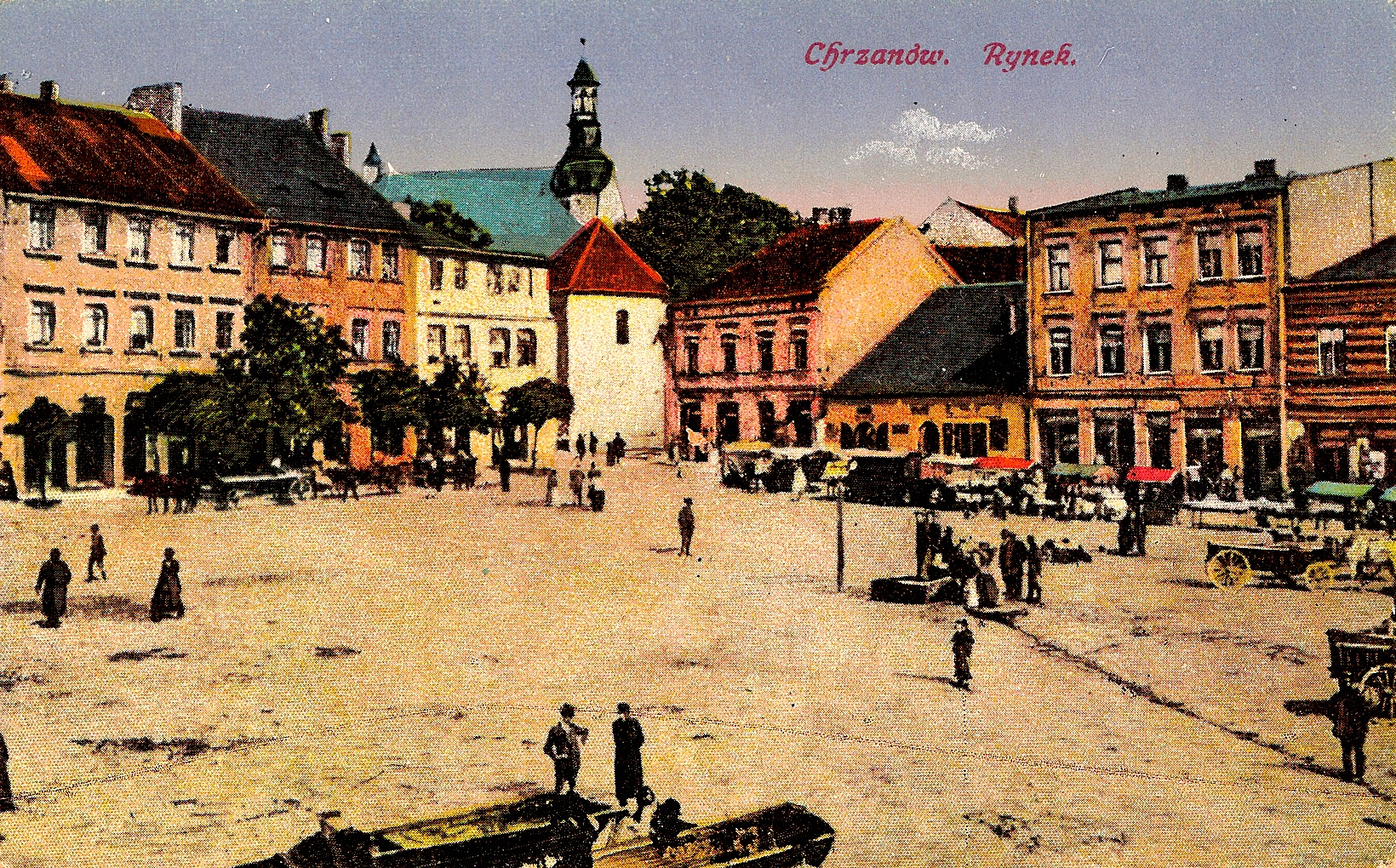
Gamla Chrzanów, 1910
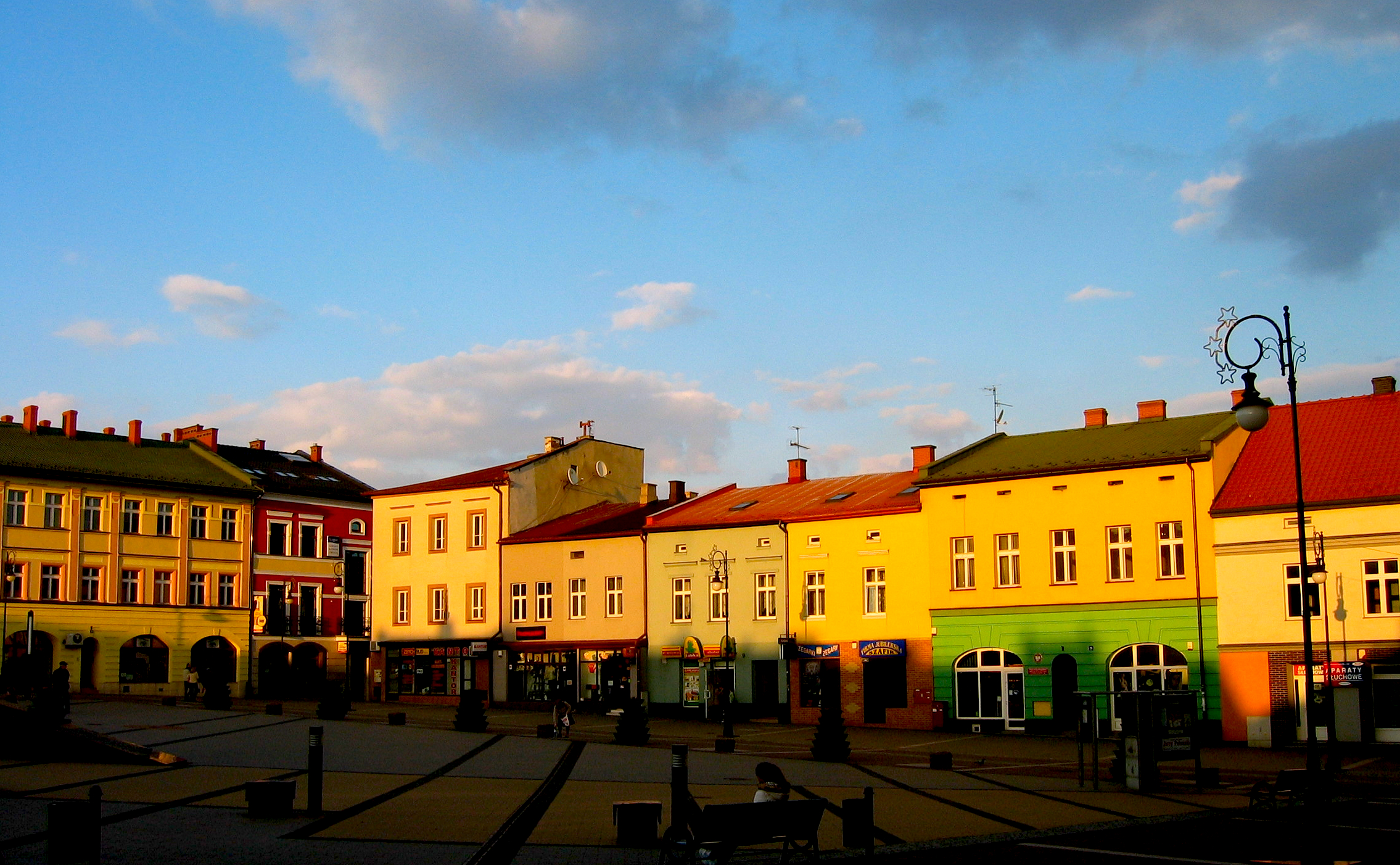
Huvudtorg
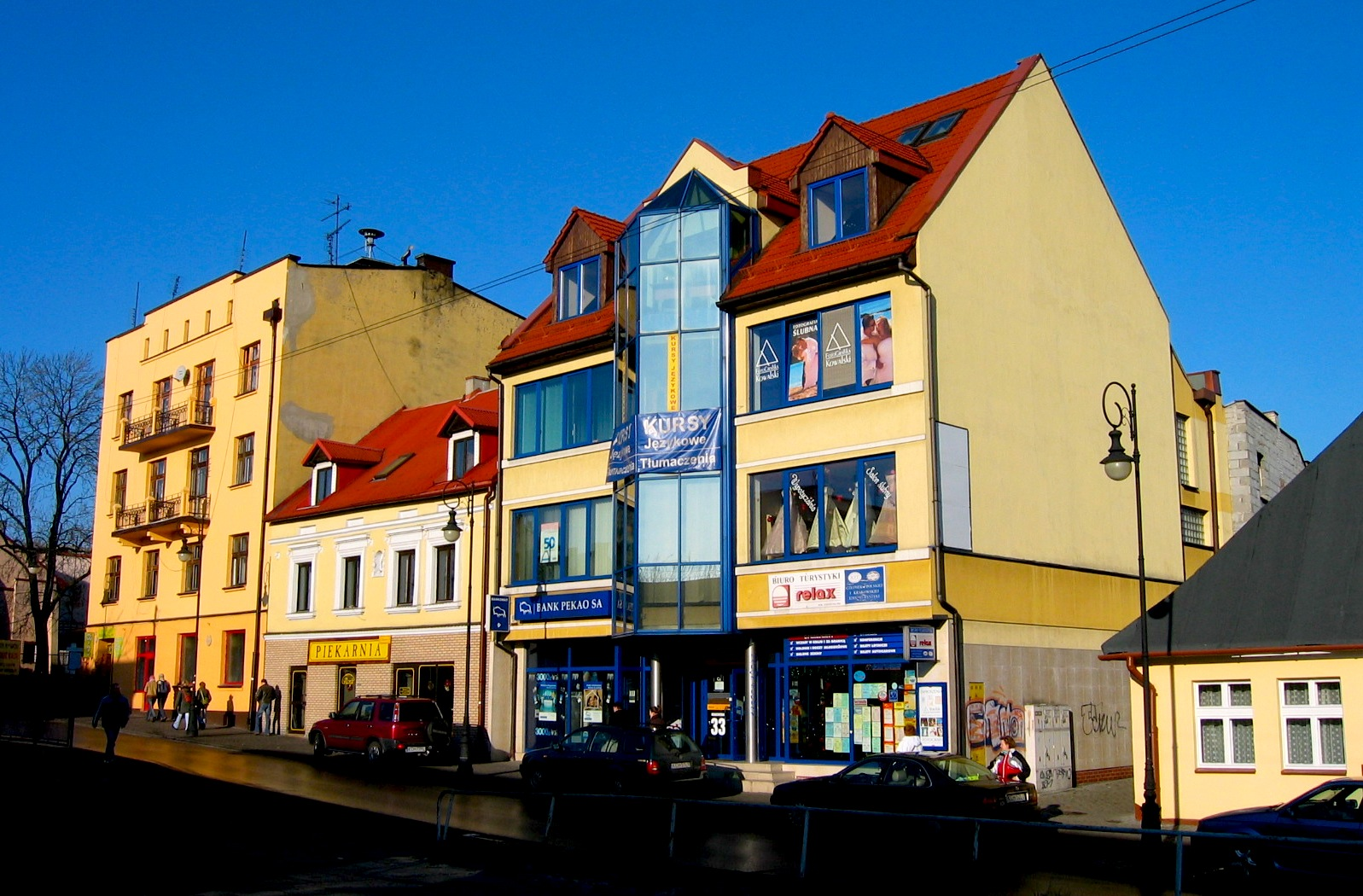
Krakowskagatan
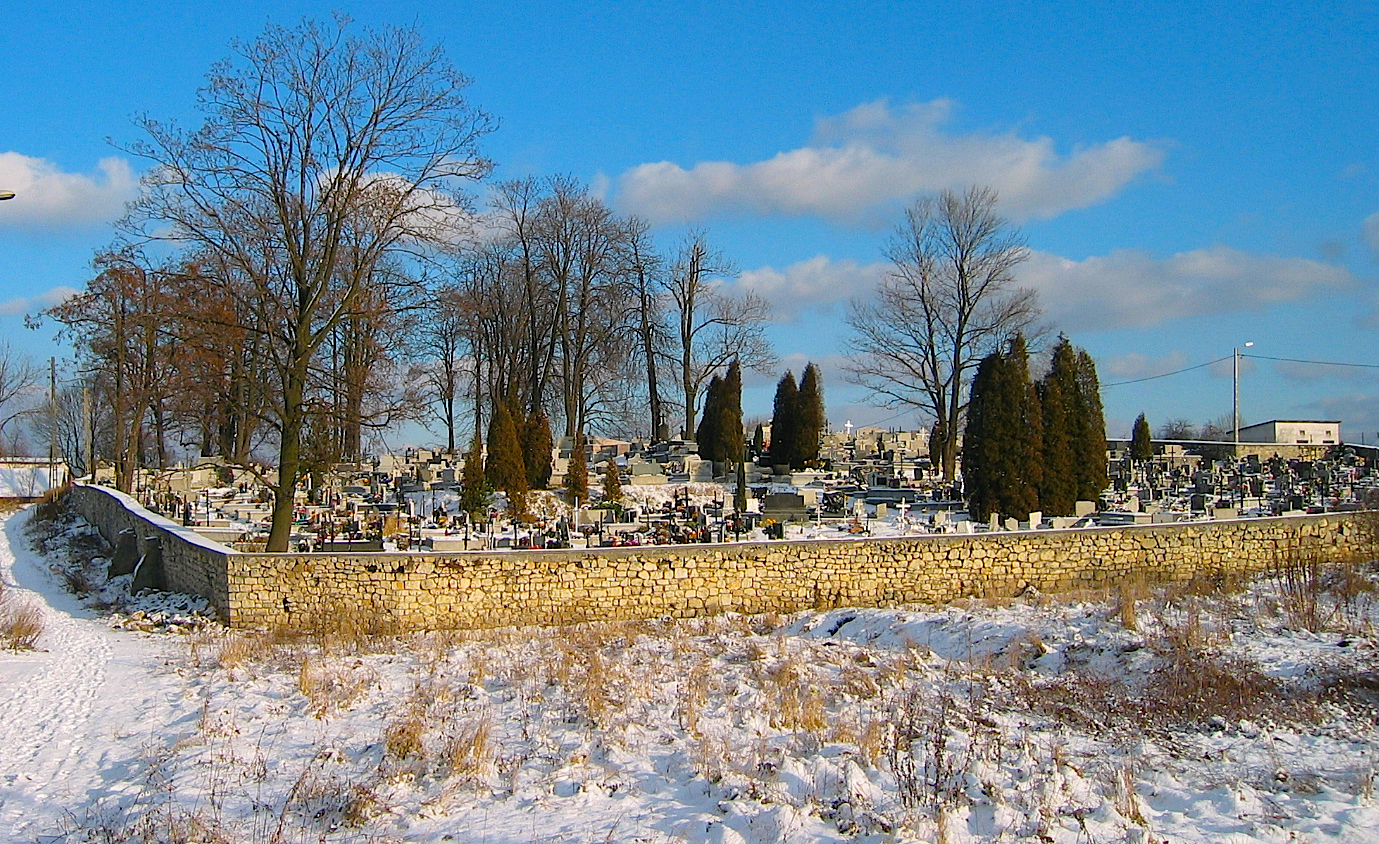
Kyrkogård i bydelen Kościelec
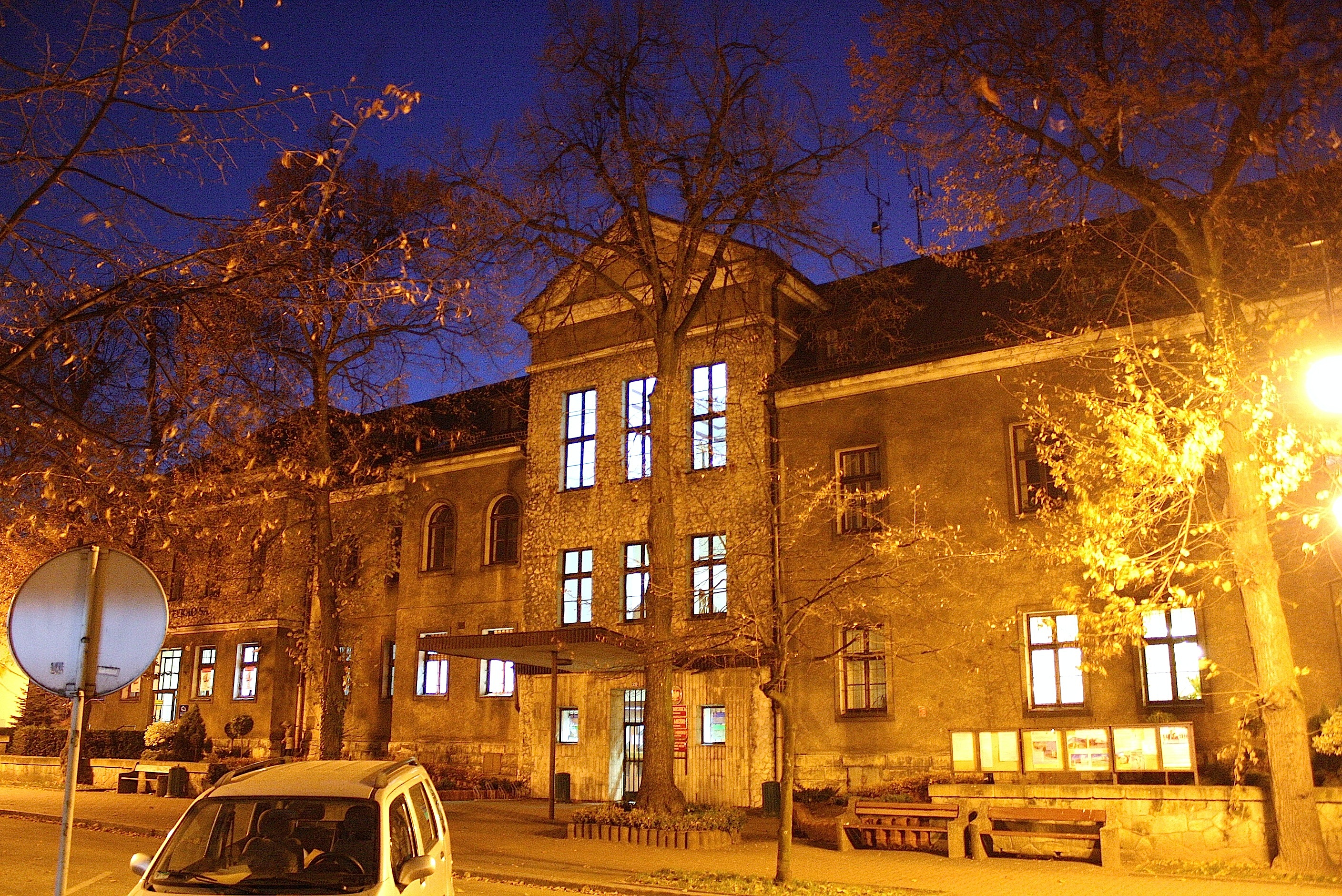
Stadshuset
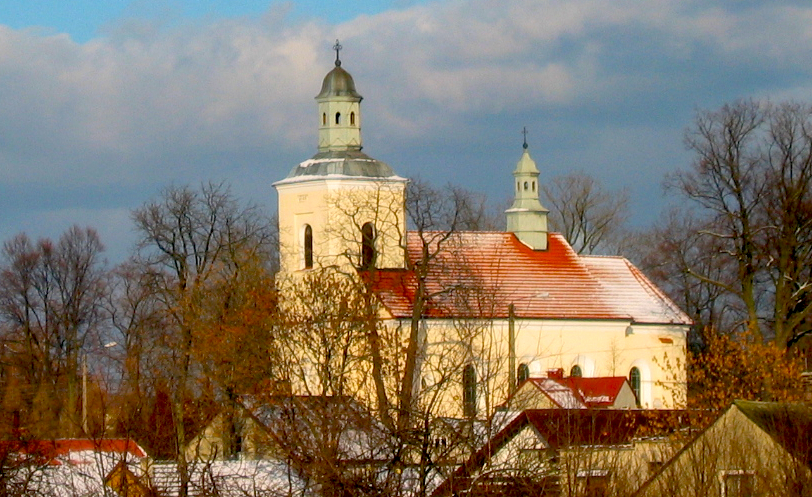
Sankt Johannes kyrka